# Cazouls-lès-Béziers
Cazouls-lès-Béziers [ka'zul lɛ bezˈje] ist eine französische Gemeinde im Département Hérault in der Region Okzitanien. Sie hat 5185 Einwohner (Stand: 1. Januar 2022), die Cazoulins genannt werden. Cazouls-lès-Béziers gehört zum Arrondissement Béziers und zum Kanton Cazouls-lès-Béziers.

## Geographie

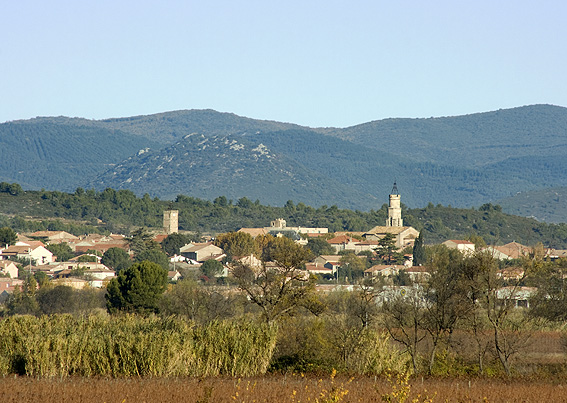
Blick auf Cazouls-lès-Béziers

Cazouls-lès-Béziers liegt etwa fünf Kilometer nordwestlich von Béziers am Fluss Orb. Cazouls-lès-Béziers wird umgeben von den Nachbargemeinden Cessenon-sur-Orb im Norden, Murviel-lès-Béziers im Nordosten, Thézan-lès-Béziers im Osten, Maraussan im Südosten, Maureilhan im Süden, Puisserguier im Westen und Südwesten sowie Cazedarnes im Nordwesten.

## Bevölkerungsentwicklung
| 1962 | 1968 | 1975 | 1982 | 1990 | 1999 | 2006 | 2017 |
| ---- | ---- | ---- | ---- | ---- | ---- | ---- | ---- |
| 3123 | 3171 | 3050 | 3071 | 3251 | 3321 | 3920 | 4987 |

## Sehenswürdigkeiten

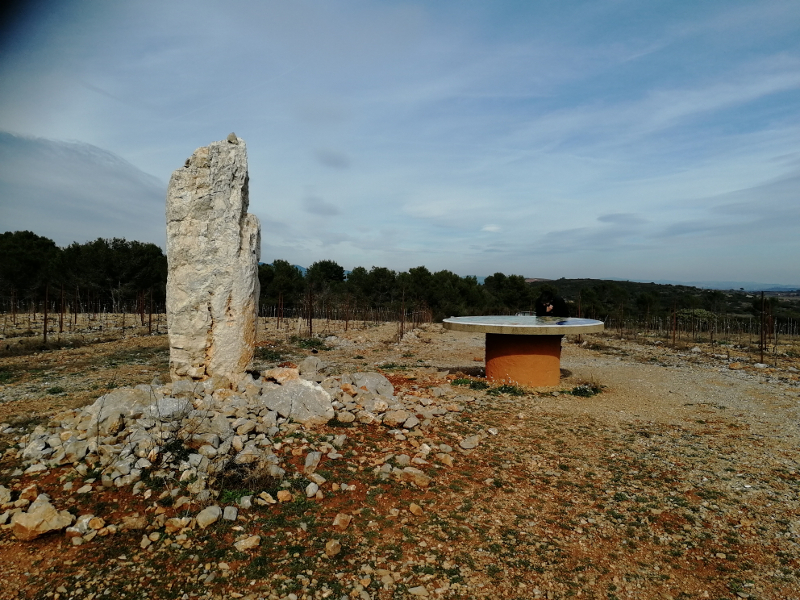
Menhir Pierre Blanche

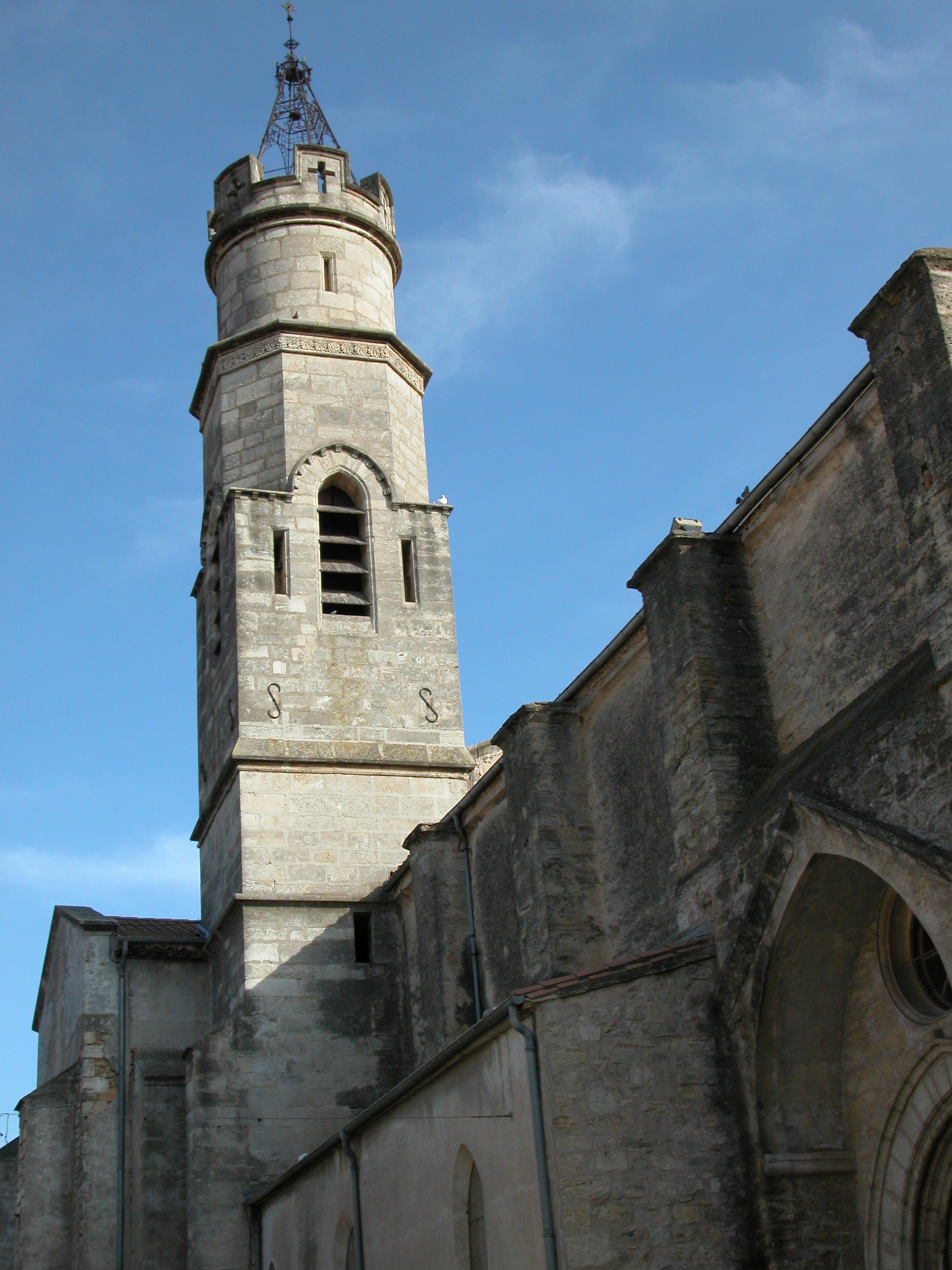
Kirche Saint-Saturnin

- Kirche Saint-Saturnin, 993 bereits erwähnt, Glockenturm aus dem Jahre 1857
- Visigotische Kapelle Saint-Vincent-de-Savignac, Monument historique
- Kapelle Notre-Dame-d’Ayde
- Menhir von Roque-Blanche
- Uhrenturm aus dem 17. Jahrhundert
- Schloss Savignac-le-Haut, zwischen dem 12. und 13. Jahrhundert erbaut, im 17. und 18. Jahrhundert umgebaut, seit 1983 Monument historique
- Brücke von Cazouls

## Persönlichkeiten
- Amédée Borrel (1867–1936), Biologe und Mediziner